# Памятник воинам-землякам (Тойбохой)
«Памятник воинам-землякам, погибшим в годы Великой Отечественной войны (1941—1945)» — скульптурная композиция, посвящённая памяти воинов погибших в годы Великой Отечественной войны в селе Тойбохой, Тойбохойского наслега, Сунтарского улуса, Республики Саха (Якутия). Памятник истории регионального значения.

## Общая информация
После завершения Великой Отечественной войны в городах и селах республики Якутия стали активно возводить первые памятники и мемориалы, посвященные павшим солдатам. В селе Тойбохой Сунтарского улуса был разбит небольшой сквер, где первоначально разместили памятный знак. В 1986 году памятник был реконструирован. В ходе этих строительных работ был сооружён целый мемориал с обелиском и сэргэ, установлены памятные плиты с именами награжденных медалями за доблестный труд и ратный подвиг в годы Великой Отечественной войны.

## История
Во время войны из Сунтарского улуса на фронт были отправлены 701 человек, из них без вести пропали и погибли на полях сражений 152 человека. Из Тойбохойского наслега на фронт ушли 114 человек, 62 человека без вести пропали и погибли на полях сражений, 52 фронтовика вернулись домой и продолжили мирную жизнь. Многие из них были отмечены высокими государственными наградами.
Наслег гордится подвигами своих соотечественников. Старший сержант Т. К. Егоров в составе 43-го гвардейского минометного полка на легендарной «Катюше» защищал своё Отечество вдали от родной Якутии, за отвагу именным пистолетом от маршала Советского Союза Л. А. Говорова был награждён лейтенант Т. Н. Жирков. В тылу жители наслега старались сделать всё необходимое для достижения общей победы. Медалью «За доблестный труд в годы ВОВ (1941—1945)» награждены сотни колхозников, в том числе несколько школьников-подростков.
В 1976 году памятник, в соответствии с постановлением Совета министров Якутской АССР «О состоянии и мерах по улучшению охраны памятников истории и культуры Якутской АССР» № 484 от 31.12.1976 года, поставлен под охрану государства.

## Описание памятника
В центре села Тойбохой расположен этот памятник воинам-землякам, погибшим в годы ВОВ (1941—1945). Его автором является В. Ф. Яковлев.
Стела серебристого цвета, изготовленная из металлического листа в виде сэргэ. Сверху на ней изображены эмблемы Великой Отечественной войны красно-сине-жёлтого цвета, в центральной части выгравирована надпись: «Воинам тойбохойцам павшим в боях за свободу и независимость нашей Родины от благодарных односельчан. 1985», снизу установлен памятный венок.
По обеим сторонам сэргэ прикреплены 2 батыйа — изготовленные из металла пальмы чёрного цвета. Их высота 6 метров, ширина 37 см, длина 80 см, радиус 100. С двух сторон пилона возведены бетонные стены выкрашенные в красный цвет, на которых размещены барельефы солдат в военных касках. На стене расположились металлические таблички с именами 145 воинов-земляков (15 таблиц с левой стороны, 14 таблиц на правой стороне). Размеры этой стены составляют: высота — 3,3 м, ширина — 40 см, длина — 3,7 м.
Перед стелой в форме пятиконечной звезды обустроен вечный огонь, также окрашенный в красный цвет. Его размеры составляют: высота — 28 см, ширина — 35 см, длина — 1 м. Вся композиция имеет бетонное основание.